# Silesian Beskids

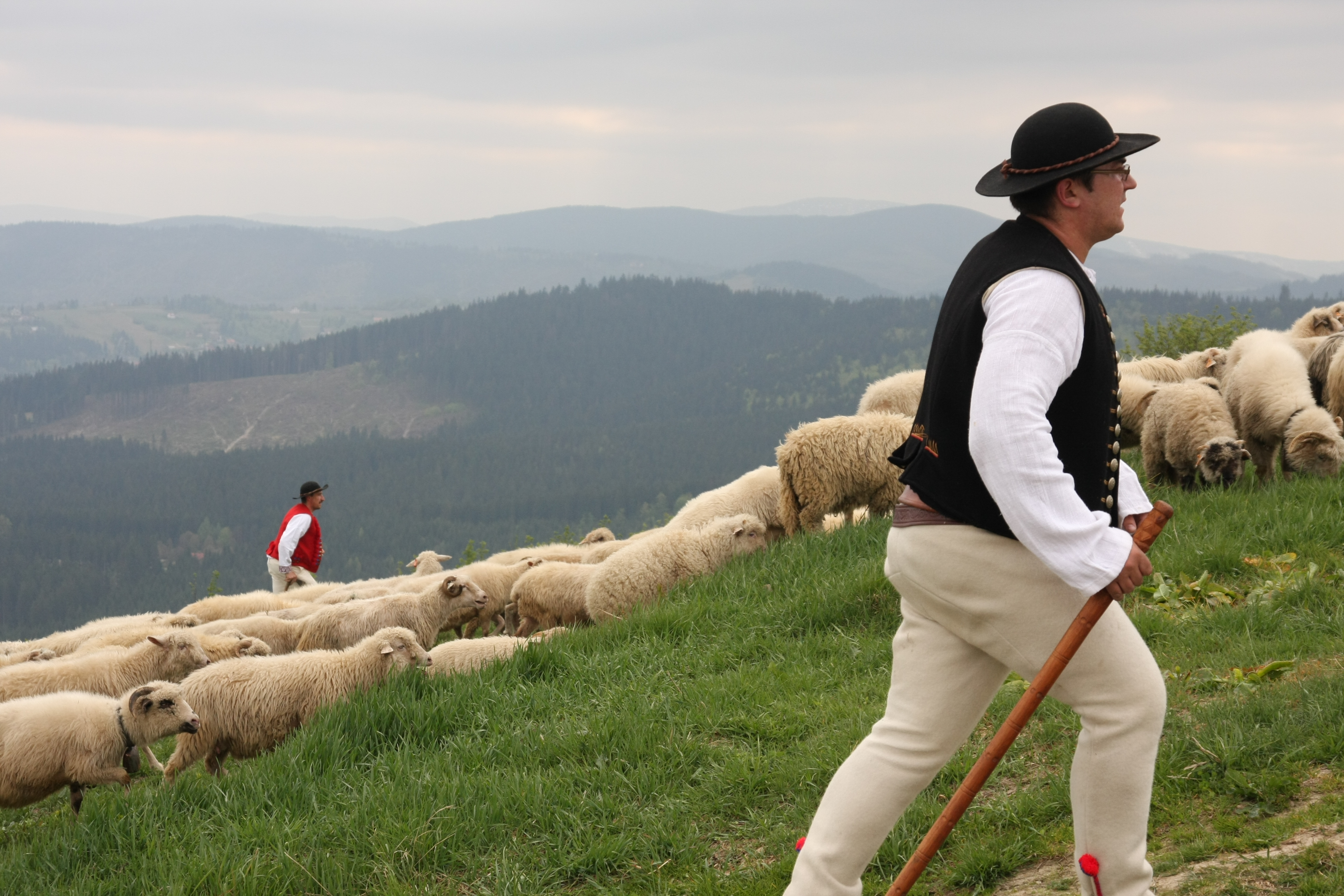
Người chăn cừu ở Silesian Beskids

Silesian Beskids (tiếng Ba Lan: Beskid ląski, Séc: Slezské Beskydy, tiếng Đức: Schlesische Beskiden) là một trong những dãy núi Beskids ở vùng ngoại ô phía tây Carpathian ở miền nam Silesian Voivodeship, Ba Lan và vùng phía đông Moravian-Silesian, Cộng hòa Séc.
Hầu hết các phạm vi nằm ở Ba Lan. Nó được ngăn cách với Beskids Moravian-Silesian bằng đèo Jablunkov.
Phần Ba Lan của phạm vi bao gồm khu vực được bảo vệ gọi là Công viên cảnh quan Silesian Beskids.

## Những ngọn núi cao nhất
Silesian Beskids có 20 ngọn núi với điểm cao nhất trên 1000 m, bao gồm ba ngọn trên 1200 m và chín trên 1100 m.
- Skrzyczne (1.257 m) - ngọn núi cao nhất
- Barania Góra (1.220 m) - ngọn núi cao nhất của Ba Lan thuộc Thượng Silesia
- Małe Skrzyczne (1.211 m)
- Wierch Wisełka (1.192 m)
- Równiański Wierch (1.160 m)
- Zielony Kopiec (1.152 m)
- Malinowska Skała (1.152 m)
- Magurka Wiślańska (1.140 m)
- Klimczok (1.117 m)
- Malinów (1.115 m)
- Magura (1.109 m)
- Magurka Radziechowska (1.108 m)
- Trzy Kopce (1.082 m)
- Stołów (1.035 m)
- Glinne (1.034 m)
- Przysłop (1.029 m)
- Szyndzielnia (1.028 m)
- Muronka (1.021 m)
- Jaworzyna (1.020 m)
- Kościelec (1.019 m)
- Czantoria Wielka (995 m) - ngọn núi cao nhất của Séc thuộc dãy

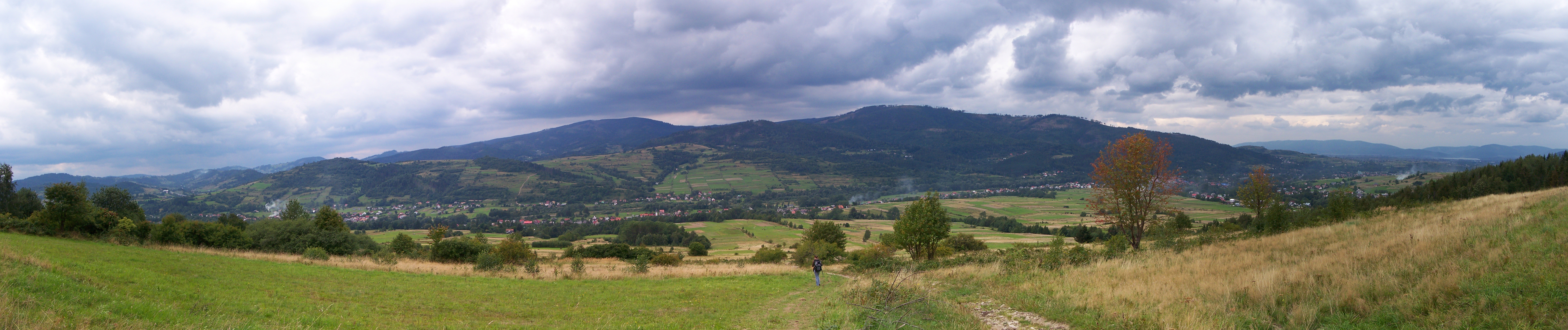
Toàn cảnh của Beskids Silesian

- Kiczory (990 m)
- Stożek Wielki (979 m)